# Regierung Baunsgaard
Die Regierung Baunsgaard (dän. regeringen Baunsgaard) unter Ministerpräsident Hilmar Baunsgaard war die dänische Regierung vom 2. Februar 1968 bis zum 11. Oktober 1971. Amtierender König war Friedrich IX.
Die Regierung war das 53. Kabinett seit der Märzrevolution und bestand aus der Venstre, der konservativen Volkspartei und Det Radikale Venstre. Das Ministerium für familiäre Angelegenheiten wurde wieder abgeschafft.

## Kabinettsliste
| Ressort                                                                          | Name                | Partei                      | Amtsperiode           |
| -------------------------------------------------------------------------------- | ------------------- | --------------------------- | --------------------- |
| Ministerpräsident                                                                | Hilmar Baunsgaard   | Det Radikale Venstre        |                       |
| Äußeres                                                                          | Poul Hartling       | Venstre                     |                       |
| Finanzen                                                                         | Poul Møller         | Det Konservative Folkeparti | bis zum 17. März 1971 |
| Finanzen                                                                         | Erik Ninn-Hansen    | Det Konservative Folkeparti | ab dem 17. März 1971  |
| Verteidigung                                                                     | Erik Ninn-Hansen    | Det Konservative Folkeparti | bis zum 17. März 1971 |
| Verteidigung                                                                     | Knud Østergaard     | Det Konservative Folkeparti | ab dem 17. März 1971  |
| Inneres                                                                          | Poul Sørensen       | Det Konservative Folkeparti | bis zum 29. Juni 1969 |
| Inneres                                                                          | H.C. Toft           | Det Konservative Folkeparti | ab dem 29. Juni 1969  |
| Justiz                                                                           | Knud Thestrup       | Venstre                     |                       |
| Wirtschaft, nordische Anliegen und europäische Marktanliegen                     | Poul Nyboe Andersen | Venstre                     |                       |
| öffentliche Arbeiten                                                             | Ove Guldberg        | Venstre                     |                       |
| Handel                                                                           | Knud Thomsen        | Det Konservative Folkeparti |                       |
| Soziales                                                                         | Nathalie Lind       | Venstre                     |                       |
| Arbeit                                                                           | Lauge Dahlgaard     | Det Radikale Venstre        |                       |
| Fischerei und Grönland                                                           | A. C. Normann       | Det Radikale Venstre        |                       |
| Kulturelle Anliegen, Zusammenarbeit mit Entwicklungsländern und Abrüstungsfragen | K. Helveg Petersen  | Det Radikale Venstre        |                       |
| Wohnungen                                                                        | Aage Hastrup        | Det Radikale Folkeparti     |                       |
| Landwirtschaft                                                                   | Peter Larsen        | Venstre                     | bis zum 7. Juli 1970  |
| Landwirtschaft                                                                   | Henry Christensen   | Venstre                     | ab dem 14. Juli 1970  |
| Bildung                                                                          | Helge Larsen        | Det Radikale Venstre        |                       |
| Kirche                                                                           | Arne Fog Pedersen   | Venstre                     |                       |